# Raymond Colignon
Raymond Colignon, auch Ray Colignon bzw. Coco Colignon (* 7. Februar 1907 in Lüttich; † 10. Februar 1987 in Wavre) war ein belgischer Jazz- und Unterhaltungsmusiker (Piano, Orgel und Arrangement).

## Leben und Wirken
Colignon, der zunächst als Begleiter von Stummfilmen aktiv war, tourte dann in der Schweiz, Frankreich und Algerien. Anfang der 1930er-Jahre entstanden mit Lucien Hirsch et son Orchestre erste Aufnahmen für Columbia Records. Zwischen 1931 und 1934 war er in einem Nachtclub in seiner Geburtsstadt tätig. Zwischen 1935 und 1940 spielte er bei Fud Candrix, für den er auch Bigband-Arrangements schrieb. Als Solist spielte er unter eigenem Namen für das Plattenlabel des Jazzclubs Brüssel ein; 1939 nahm er für Telefunken Titel wie „Honeysuckle Rose“ und „Swinging Trough the Style“ auf, begleitet von Camille Marchand (Bass) und Armand Dralandts (Schlagzeug). Anfang der 1940er-Jahre spielte er in Brüssel bei Jack Lowens and His Swing Quartet, in Berlin bei Kurt Widmann und seinem Tanzorchester sowie im Organum-Tanzorchester von Adolf Steimel. 1941/42 entstanden in Brüssel weitere Aufnahmen unter eigenem Namen u. a. mit dem Trompeter und Sänger Billy West („I Hear a Rhapsody“) sowie mit dem auf Deutsch singenden Tony Jongenelen (alias Tony Young; „Gute Nacht, Mutter“, Rythme 2054). In der Nachkriegszeit betätigte er sich vorwiegend als Organist im Genre von Tanz- und Unterhaltungsmusik und spielte Schallplatten wie Surprise Party - Calling All Dancers oder Come Dance with Me für Philips ein. Im Bereich des Jazz war er zwischen 1931 und 1961 an 53 Aufnahmesessions beteiligt.